# Jean-Joseph Merlin
Pour les articles homonymes, voir Merlin.
Jean-Joseph Merlin, né le 6 septembre 1735 à Huy, Belgique et mort le 4 mai 1803 à Londres, est un inventeur fécond belge. On lui doit notamment l'invention des patins à roulettes et des automates.
Après un détour par Paris il s'expatrie en Grande-Bretagne où il perfectionne aussi des instruments de musique et fabrique des automates. Parmi ces derniers, l'un d'entre eux, le Cygne d'argent est aujourd'hui la principale attraction du Bowes Museum.

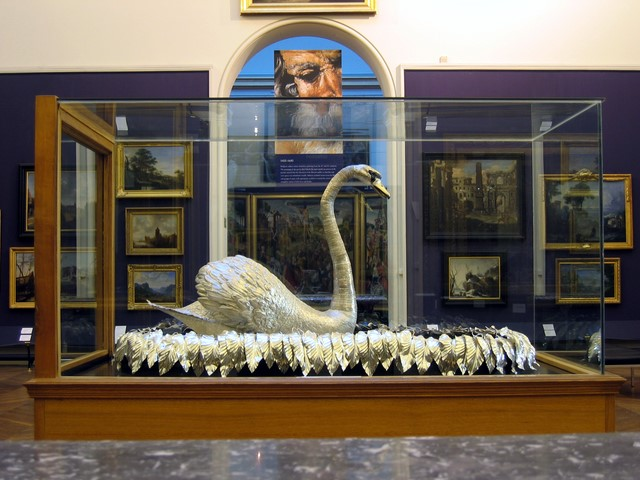
Automate du Cygne d'argent, aujourd'hui conservé au Bowes Museum